# قصة بحار غريق
«قصة بحار غريق» (عنوان الكتاب الأصلي بالإسبانية: Relato de un náufrago) هو عمل أدبي واقعي من تأليف الكاتب الكولومبي غابرييل غارثيا ماركيث. العنوان الأصلي الكامل للكتاب هو: «قصة بحار غريق: البحار الذي ظل هائمًا في البحر على طوف نجاة لعشرة أيام دون طعام أو شراب. الذي تُوج بطلًا قوميًا، وقبلته ملكات الجمال، وصار ثريًا جراء شهرته، ثم نبذته الحكومة وصار منسيًا إلى الأبد».
نُشرت القصة في بادئ الأمر في صورة سلسلة من الأجزاء المتتالية على مدار 14 يوم على صفحات جريدة «إل إسبكتاتور» في عام 1955. ونُشرت لاحقًا من جديد في عام 1970 في صورة كتاب، وتُرجم إلى الإنجليزية في عام 1986 من قبل راندولف هوغان. كُتبت الرواية بصيغة المتكلم من منظور البحار لويس أليخاندرو فيلاسكو وهو بعمر العشرين، حتى أن فيلاسكو وقّع على تلك القصة بنفسه بصفته مؤلفها عندما نُشرت لأول مرة في عام 1955. ولم يُعلن عن صلة غارثيا ماركيث بتلك القصة على الملأ إلا عندما نُشرت من جديد عام 1970 باسمه.
بدأ غابرييل ماركيث (الحاصل على جائزة نوبل) مسيرته الأدبية كاتبًا صحفيًا. ففي عام 1955 كتب سلسلة من القصص على صفحات الجرائد يحكي فيها قصة البحار المنكوب الذي أوشك على الموت نتيجة إهمال البحرية الكولومبية؛ فقد غرق بضعة من زملاء البحار قبل وصولهم إلى ميناء كارتاهينا دي اندياس بفترة وجيزة نظرًا لوجود وزن زائد متمثل في بضائع محظورة على متن السفينة. أدت تلك الرواية إلى جدال علني نظرًا إلى أنها تناقض الرواية الرسمية للأحداث التي ألقت باللوم على عاصفة وهمية في كونها سببًا لتحطم السفينة، ومجدت البحار الناجي. ونتيجة لتلك القصة أصبح غارثيا ماركيث شخصًا غير مرغوب فيه لدى حكومة الجنرال غوستابو روخاس بينيا، وعمل غارثيا بعدها مراسلًا أجنبيًا لعدة أعوام.
يناقش الكتاب فكرة العودة الأخلاقية المحتملة إلى الحالة البدائية الغريزية في ظل كارثة بحرية وما يليها من حطام السفينة وعزلة الناجي من الكارثة عن بقية المجتمع. نوقشت تلك الفكرة مسبقًا في عدة أعمال خيالية مثل روبنسن كروزو من تأليف دانيل ديفو، وكانديد من تأليف فولتير، وسيد الذباب وبنشر مارتن لويليام غولدنغ، وجزيرة اليوم السابق لأمبرتو إيكو، والخصم لجون ماكسويل كويتزي، والطوف الحجري وقصة الجزيرة المجهولة لخوزيه ساراماغو. ومن أبرز الأمثلة الحديثة على الكتب الواقعية التي تناقش الموضوع ذاته كتاب «آخر رحلة غريبة لدونالد كروهرست» من تأليف رون هول ونيكولاس تومالين.

## القصة
تلهف البحار لويس أليخاندرو فيلاسكو ربان المدمرة «كالداس» للعودة إلى كولومبيا بعد قضاء وقت طويل في الولايات المتحدة. ولكن السفينة كانت محُملة بحمولة زائدة قبل إبحارها نتيجة وجود البضائع المحظورة على متنها. وعندما صادفت السفينة أمواجًا عالية وقع ثمانية من طاقم السفينة من على متن السفينة إلى جانب معظم البضائع. وبعد عملية بحث استغرقت أربعة أيام أعلنت السلطات عن وفاة المفقودين. ولكن فيلاسكو عثر على طوف نجاة وتشبث به ومكث عليه في أعالي البحار دون طعام أو شراب، وبلا أمل. وبعد أن جرفته تيارات البحر لعشرة أيام وصل البحار وهو على طوفه إلى شاطئ أرض مجهولة ليكتشف فيما بعد أنها أرض كولومبيا. استقبله الناس في البداية بمودة وحرارة، وحصل لاحقًا على عدة أوسمة عسكرية والكثير من المال من وكالات الدعاية.

## حياة بطل القصة اللاحقة
ترك فيلاسكو البحرية وشرع في العمل في القطاع الخاص بدءًا بوظيفة في شركة حافلات. وفي النهاية استقر في عمله وكيلًا تجاريًا في إحدى شركة التأمين في بوغوتا. وبعدها بخمسة عشر عامًا، عندما نشر غابرييل غارثيا ماركيث قصة البحار الغريق في عام 1970، تكرم المؤلف الأصلي بالتنازل عن حقوق التأليف وعائدات الكتاب لصالح فيلاسكو. وفي عام 1983 رفع فيلاسكو دعوى للحصول على حقوق ترجمة الكتاب وخسر القضية. وفي آخر أسبوع من حياته اعتذر فيلاسكو عن دعواه ضد غارثيا ماركيث. توفي في 2 أغسطس 2002 في بوغوتا بعمر السادسة والستين.